# Tom Edge
Tom Edge est un scénariste, producteur et acteur britannique, connu pour sa participation dans des séries télévisées telles que Lovesick, Strike ou encore The Crown.

## Filmographie

### Acteur de cinéma
- 2007 : Crossing

### Acteur de télévision
- 2014-2018 : Lovesick
- 2017-2018 : Strike

### Scénariste
Cinéma
- 2019 : Judy de Rupert Goold

Séries télévisées
- 2012 : Threesome
- 2012-2014 : The Midnight Beast
- 2013 : Pramface
- 2014-2018 : Lovesick
- 2017 : The Crown
- 2017-2018 : Strike
- 2021 :  Vigil
- 2021 : You Don't Know Me

Téléfilm
- 2016 : La Dernière Tueuse de dragons (The Last Dragonslayer)